# August von Grass
Georg Carl August Wilhelm Freiherr von Grass (* 5. März 1819 in Eltville; † 26. März 1880 in Wiesbaden) war ein nassauischer und preußischer Oberforstmeister und Mitglied der Ersten Kammer der Landstände des Herzogtums Nassau.

## Leben
August von Grass wurde als Sohn des Geheimrats Heinrich Ernst Freiherr von Grass (1782–1858) und dessen Ehefrau Amalie Brandenstein (1784–1868) geboren.
Er war als Oberforstmeister tätig und von 1861 bis 1863 als Vertreter der Gräfin von Neu-Leiningen-Westerburg Mitglied der Ersten Kammer der Landstände des Herzogtums Nassau.
Während die Zweite Kammer des Parlaments mit 18 gewählten Vertretern aus der Gruppe der Grundbesitzer und Gewerbetreibenden besetzt war, saßen in der Ersten Kammer neben den Prinzen der herzoglichen Familie die Standesherren sowie die Chefs der ehemals reichsunmittelbaren Familien.
Am 11. Januar 1843 erhielt er vom Landesherrn die Bestätigung seines Freiherrnstandes aufgrund der vorgelegten Unterlagen über den vormals reichsritterschaftlichen Besitz.

### Familie
Am 6. September 1860 schloss er mit Henriette von Buttlar (1837–1898) die Ehe, aus der die Kinder Heinrich (1861–1901, preußischer Hauptmann), Carl Wilhelm (* 1862, Großherzoglich Hessischer Hauptmann) und Adolf Ludwig (* 1866, preußischer Hauptmann) hervorgegangen.